# 刘侍卫墓
刘侍卫墓，位于中国广东省河源市连平县高莞镇高莞中学后，为河源市连平县的一个县级文物保护单位，类型为古墓葬，公布时间为1985年4月。
刘侍卫墓的历史年代为清代。